# Sydkustens landskapsförbund
Sydkustens landskapsförbund r.f. är en svenskspråkig intresseorganisation för de tvåspråkiga kommunerna i södra Finland. Sydkustens landskapsförbund bildades den 21 september 1998 av Nylands svenska landskapsförbund och de svensk- och tvåspråkiga kommunerna i Åboland. Förbundet har två kanslier, huvudkansliet ligger i Helsingfors och filialen i Pargas.   
Landskapsförbundets främsta uppgift är att bevaka den svenskspråkiga befolkningens (finlandssvenskarnas) intressen i utbildningspolitiska frågor och att stöda svenskspråkig kulturverksamhet. Förbundet arbetar också med andra frågor som är av vikt i de svensk- och tvåspråkiga medlemskommunerna. 
Förbundets verksamhet finansieras till hälften av medlemskommunerna och till andra hälften med bidrag från ett antal organisationer och fonder. Organisationen har i dag 16 medlemskommuner. 
Sydkustens landskapsförbunds nuvarande (2014) ordförande är Mikaela Nylander. Ordförande väljs på en tid av ett år.   